# مارك سترونج
مارك سترونج (بالإنجليزية: Mark Strong)‏ ممثل بريطاني ولد في (30 أغسطس 1963، لندن - إنجلترا - المملكة المتحدة).

## حياته المهنية
كان يريد دراسة القانون في أول حياته ولكنه رجع بعد ان درس في كلية الحقوق بعد عام واحد لاستكمال دراسته في جامعة لندن حيث درس الادب الإنجليزي والدراما قبل أن يتجه إلى ريستول ليدرس المسرح في مدرسة بريستول أولد فيك المسرحية، ظهر في عدد ضخم من المسرحيات التي انتجتها بريطانيا بما فيها المسرح الملكي الوطني ومراكز الخدمات الإقليمية.

## أعماله
| السنة | العمل                         | الدور          | ملاحظات |
| ----- | ----------------------------- | -------------- | ------- |
| 2005  | مسدس                          | سورتر          |         |
| 2005  | سريانا                        | موسوي          |         |
| 2006  | تريستان وإيزولد               | ويكترد         |         |
| 2008  | كتلة أكاذيب                   | هاني السلام    |         |
| 2010  | روبن هود                      | سير جودفيري    |         |
| 2011  | السمكري الخياط الجندي الجاسوس | جيم بريدو      |         |
| 2012  | زيرو دارك ثيرتي               | جورج           |         |
| 2012  | الذهب الإسود                  | عمار           |         |
| 2012  | جون كارتر                     | الماتاي شانغ   |         |
| 2016  | غريمسبي                       | سباستيان غريفس |         |
| 2019  | 1917                          | النقيب سميث    |         |

## روابط خارجية
- مارك سترونج على موقع IMDb (الإنجليزية)
- مارك سترونج على موقع ميتاكريتيك (الإنجليزية)
- مارك سترونج على موقع روتن توميتوز (الإنجليزية)
- مارك سترونج على موقع ألو سيني (الفرنسية)
- مارك سترونج على موقع أول موفي (الإنجليزية)
- مارك سترونج على موقع بوكس أوفيس موجو (الإنجليزية)
- مارك سترونج على موقع قاعدة بيانات برودواي على الإنترنت (الإنجليزية)
- مارك سترونج على موقع قاعدة بيانات الأفلام السويدية (السويدية)
- مارك سترونج على موقع إن إن دي بي (الإنجليزية)
- مارك سترونج على موقع ديسكوغز (الإنجليزية)